# Pièces de clavecin en concerts

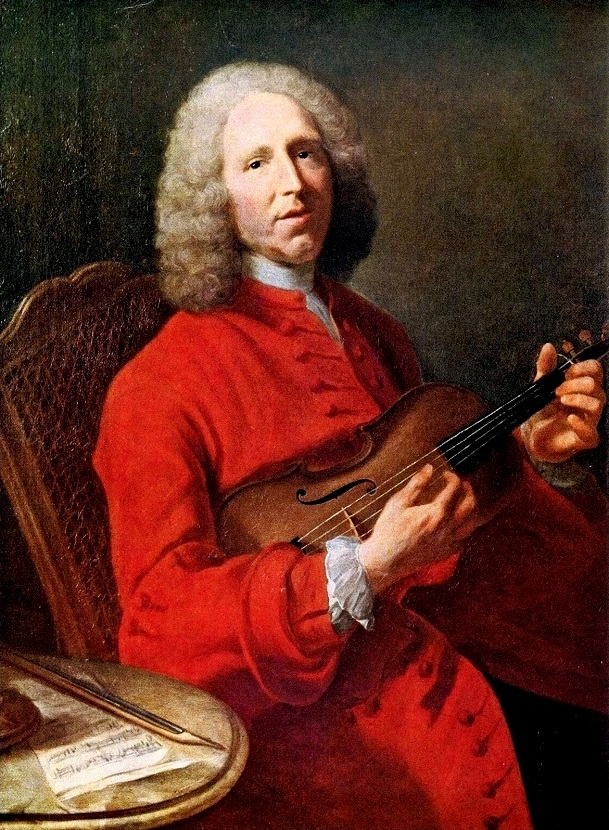
Jean-Philippe Rameau.

Con Pièces de clavecin en concerts, estesamente Pièces de clavecin en concert avec un violon ou une flûte et une viole ou un deuxième violon, ci si riferisce a una raccolta di cinque concerti di Jean-Philippe Rameau pubblicati nel 1741. Si tratta dell'unica raccolta, composta in età adulta, di musica da camera di Rameau, scritta dopo i suoi pezzi per clavicembalo solista e prima de Les Indes galantes.

## Storia
Questi concerti sono molto diversi dalle sonate in trio in stile italiano (come quelle di Arcangelo Corelli), dove il clavicembalo svolgeva unicamente il ruolo di realizzatore del basso continuo. Nelle composizioni di Rameau il clavicembalo è il cuore dell'orchestra ed esegue sia parti di accompagnamento, sia passaggi solistici. L'autore impostò diverse combinazioni degli strumenti: il flauto può sostituire il violino, mentre il secondo violino può prendere il posto della viola da gamba. È possibile paragonare questi lavori alle sonate per violino di Johann Sebastian Bach, composte negli anni '20 del XVIII secolo, nelle quali il materiale melodico è scambiato equamente fra violino e clavicembalo.
I concerti sono cinque, suddivisi da tre a sei movimenti, molti dei quali con titoli enigmatici: il nome di un luogo (La Vézinet), un carattere (La timide, L'agaçante) o nomi di persone (La Forqueray, La Marais, La Rameau).

## Struttura

### Premier concert
1. La Coulicam.
2. La Livri.
3. Le Vézinet.

### Deuxième concert
1. La Laborde.
2. La Boucon.
3. L'agaçante.
4. Premier menuet.
5. Deuxième menuet.

### Troisième concert
1. La Lapoplinière.
2. La timide.
3. Premier rondeau.
4. Deuxième rondeau.
5. Premier tambourin.
6. Deuxième tambourin.

### Quatrième concert
1. La pantomime.
2. L'indiscrète.
3. La Rameau.

### Cinquième concert
1. La Forqueray.
2. La Cupis.
3. La Marais.